# Francis Chassaigne
Francis Chassaigne, també conegut com a Francisque Chassaigne (30 d'octubre de 1847 - 21 de desembre de 1922), va ser un compositor francès nascut a Bèlgica d'operetes, cançons, i de nombroses peces de música de ball per a piano. Les versions en idioma anglès de les seves operetes, Li droit d'aînesse (1883) i Les noces improvisées (1886) es van fer molt populars a Gran Bretanya i als Estats Units. Chassaigne estava casat amb el cantant d'operetes d'origen suís Louise Roland.

## Operetes
- Un coq en jupons, llibret de Gaston Villemer), 1870
- La bergère de Bougival, llibret de Gaston Villemer i Lucien Delormel), 1872
- Les horreurs du carnaval, (libret d'Auguste Jouhaud), 1873
- Une double clé, llibret de Jules de Rieux), 1873
- Monsieur Auguste, llibret de Jules de Rieux), 1873
- Le professeur de tyrolienne, llibret de Gaston Villemer i Lucien Delormel, 1874
- Un table de café, llibret de Jules de Reiux i A. Guyon, 1874
- Deux mauvaises bonnes, llibret de Louis Péricaud i Lucien Delormel, 1876
- Les enfants de la balle, llibret de Louis Péricaud i Lucien Delormel, 1877
- La famille de Paméla, llibret de Louis Péricaud i Lucien Delormel); premiered at the Eldorado, 1877
- Actéon et le centaure, llibret d'Adolphe de Leuven, 1878
- L'américaine, llibret d'Alphonse Siégel, 1878
- La tache de sang!, llibret de Gaston Marot, 1878
- Le conciergicide, llibret d'Hermil i Numès, 1879
- Zizi, llibret d'Alphonse Siégel, 1881
- Le droit d'aînesse, llibret d'Eugène Leterrier i Albert Vanloo, Théâtre des Nouveautés, París, 27 gener 1883.
- Les noces improvisées, llibret d'Armand Liorat i Albert Fonteny, Théâtre des Bouffes-Parisiens, París, 13 febrer 1886.